# سكة كولكاتا
سكة كولكاتا هي سكة حديدية تقع في منطقة نادية في ولاية البنغال الغربية، الهند. هذه السكة تخدم كالياني والمناطق المحيطة بها.